# 吡啶
吡啶是一種杂环化合物，化学式C5H5N。结构与苯有关，其中一組次甲基（=CH-）以氮原子取代。它是高度易燃、弱碱性、能与水混溶的液体，有令人不快的独特鱼腥味。
吡啶由苏格兰化学家托马斯·安德森（Thomas Anderson）于1849年在骨焦油中发现，两年后，安德森用分馏得到纯品。其可燃，安德森以希臘語πῦρ（τὸ、pyr，意为火）命名。吡啶的结构由Wilhelm Körner（于1869年）和詹姆斯·杜瓦（James Dewar，于1871年）分別独立确定。

## 结构与性质

### 分子结构
吡啶结构是一粒氮原子取代了苯的一粒碳原子形成的化合物，是苯的等电子体。氮原子5粒电子中，1粒用来与其它碳原子形成大π键，因此吡啶仍有芳香性；氮原子又有负诱导效应，吡啶π电子云不均匀分布，其共振能小于苯（吡啶为117kJ·mol−1，苯为150kJ·mol−1）。氮的诱导效应还反映在碳－氮键长（137 pm）小于苯环碳－碳键长，吡啶环的碳－碳键长与苯环相同（139 pm）。吡啶氮的邻、间或对位碳原子再以氮取代生成化学式为C4H4N2的化合物依次为哒嗪，嘧啶，吡嗪。

### 物理性质
吡啶在常温是无色液体，有刺激鱼腥味，熔点-41.6℃，沸点115.2℃，密度0.9819g/cm3。可与水、乙醚和乙醇等任意比例混合。其本身也可作溶剂，可溶解各种有极性或无极性的化合物，甚至是无机盐。其溶解性与其他有机化合物有所不同的是：吡啶环上被取代的羟基越多，其在水中的溶解度反而下降。

### 化学性质
吡啶是典型的杂环芳香化合物。吡啶氮的电负度高，比苯环缺电子，难起亲电取代反应，其在鄰位起亲电取代反应，与硝基苯类似。相反，吡啶能与强碱起亲核取代反应，例如齐齐巴宾反应。
吡啶能催化加氢，兰尼镍催化生成六氢吡啶（哌啶）。反应热为-193.8 kJ·mol−1，释放热量略小于苯催化加氢（205.3 kJ·mol−1）。钠与乙醇也可还原它为六氢吡啶。
氮的孤对电子有叔胺性质，如吡啶有碱性，也是良好配体（作配体时记作py）。
其共轭酸吡啶合氢离子的pKa为5.30。吡啶能与活泼卤代烃形成季铵盐；过氧化物氧化成N-氧化物。
吡啶能起一系列自由基反应而二聚，用不同引发剂反应有选择性，如用钠得4,4'-联吡啶，兰尼镍得2,2'-联吡啶，后者是化学工业中的重要的前体试剂。

## 来源

齐齐巴宾反应第一步，甲醛与乙醛缩合得丙烯醛

丙烯醛与乙醛进一步反应，羰基氨代，合环得吡啶

### 重排反应
Ciamician-Dennstedt重排反应是吡咯或吲哚在强碱性条件下与卤仿（haloform）反应生成3-卤素-吡啶或3-卤素-喹啉的反应，最早由賈科莫·恰米奇安在1881年发现。有时也被称为“反常”瑞穆尔－悌曼反应。

#### 反应机理
卤仿在强碱性条件下发生ɑ-消除反应得到卡宾，然后卡宾插入到吡咯富电子的π键上，最后扩环生成3-卤素-吡啶。

## 应用
除作溶剂外，吡啶在工业上还可用作变性剂、助染剂，以及合成一系列产品的起始物，包括药品、消毒剂、染料、食品调味料、粘合剂、炸药等等。

## 毒性
吡啶有毒，通过吸入、摄取或皮肤接触进入体内。吡啶中毒急性的影响包括头晕，头痛，缺乏协调，恶心，流涎，食欲不振，可能发展成腹痛，肺淤血，神志不清。人体的最低致死量（LDLO）为500 mg/kg。口服半数致死量（LD50）为891 mg/kg。高剂量的吡啶具有麻醉作用，其蒸气浓度超过3600 ppm将对健康构成威胁。吡啶也可能有轻微的神经毒性，遗传毒性和诱导染色体断裂的影响。